# Eosphora ehrenbergi
Eosphora ehrenbergi is een raderdiertjessoort uit de familie Notommatidae. De wetenschappelijke naam van deze soort is voor het eerst geldig gepubliceerd in 1918 door Weber.